# Mahmud Reza Miran
Sayed Mahmud Reza Miran Fashandi (25 de febrero de 1974) es un deportista iraní que compitió en judo.
Ganó una medalla en el Campeonato Mundial de Judo de 2001 y once medallas en el Campeonato Asiático de Judo entre los años 1993 y 2008. En los Juegos Asiáticos consiguió cinco medallas entre los años 1994 y 2006.

## Palmarés internacional
| Campeonato Mundial  | Campeonato Mundial           | Campeonato Mundial | Campeonato Mundial |
| Año                 | Lugar                        | Medalla            | Categoría          |
| ------------------- | ---------------------------- | ------------------ | ------------------ |
| 2001                | Múnich (Alemania)            | Medalla de bronce  | +100 kg            |
| Juegos Asiáticos    |                              |                    |                    |
| Año                 | Lugar                        | Medalla            | Categoría          |
| 1994                | Hiroshima (Japón)            | Medalla de plata   | +95 kg             |
| 1998                | Bangkok (Tailandia)          | Medalla de plata   | +100 kg            |
| 2002                | Busan (Corea del Sur)        | Medalla de plata   | +100 kg            |
| 2002                | Busan (Corea del Sur)        | Medalla de bronce  | Abierta            |
| 2006                | Doha (Catar)                 | Medalla de plata   | Abierta            |
| Campeonato Asiático |                              |                    |                    |
| Año                 | Lugar                        | Medalla            | Categoría          |
| 1993                | Macao (Portugal)             | Medalla de bronce  | +95 kg             |
| 1993                | Macao (Portugal)             | Medalla de bronce  | Abierta            |
| 1996                | Ciudad Ho Chi Minh (Vietnam) | Medalla de oro     | Abierta            |
| 1996                | Ciudad Ho Chi Minh (Vietnam) | Medalla de bronce  | +95 kg             |
| 1999                | Wenzhou (China)              | Medalla de bronce  | +100 kg            |
| 2000                | Osaka (Japón)                | Medalla de plata   | Abierta            |
| 2000                | Osaka (Japón)                | Medalla de bronce  | +100 kg            |
| 2003                | Jeju (Corea del Sur)         | Medalla de bronce  | Abierta            |
| 2005                | Taskent (Uzbekistán)         | Medalla de bronce  | Abierta            |
| 2007                | Kuwait (Kuwait)              | Medalla de plata   | Abierta            |
| 2008                | Jeju (Corea del Sur)         | Medalla de plata   | Abierta            |